# Mousse (Rennsport)
Mousse (das, von französisch la mousse – „Schaum“) ist ein von Michelin entwickelter und im Rennsport verwendeter Ring aus Schaum, der als Schlauchersatz um die Felge gelegt wird. Das Mousse bietet eine höhere Sicherheit vor Reifenschäden, zum Beispiel durch eingefahrene Nägel. Jedoch gibt es auch Nachteile. Das Mousse verschleißt im extremen Einsatz zum Teil schneller, bzw. löst sich in seine Bestandteile auf und kann so bei langen Rally-Etappen zum Problem werden. Ein weiterer Nachteil ist der hohe Preis.